# 187. pehotna brigada (ZDA)
187. pehotna brigada (izvirno angleško 187th Infantry Brigade) je bila pehotna brigada Kopenske vojske Združenih držav Amerike.